# This I Promise You
«This I Promise You» (с англ. — «Это я тебе обещаю») ― баллада американской группы ’N Sync. Она была выпущена в ноябре 2000 года как третий и последний сингл в США и четвертый и последний сингл в Европе с их второго студийного альбома No Strings Attached в 2000 году. Эта песня вошла во все три сборника группы: Greatest Hits (2005), The Collection (2010) и The Essential *NSYNC (2014). Сингл занял 5-е место в американском Billboard Hot 100. Испанская версия песни «Yo te Voy a Amar» была выпущена в испаноязычных странах.

## История
Исполнительный директор, Дэвид Новик спросил Ричарда Маркса, есть ли у него какие-нибудь песни, которые он мог бы дать группе. Первоначально песня была написана для женской группы из трех человек. Маркс переделал ее под ’N Sync.

## Коммерческий успех
Песня стала пятым синглом группы в первой десятке в США, достигнув 5-го места в чарте Billboard Hot 100 осенью 2000 года. Кроме того, она провела 13 недель на первом месте в чарте Hot Adult Contemporary Tracks, став первой и единственной песней группы, сделавшей это. На международном уровне песня достигла 21-го места в UK Singles Chart.

## Клип

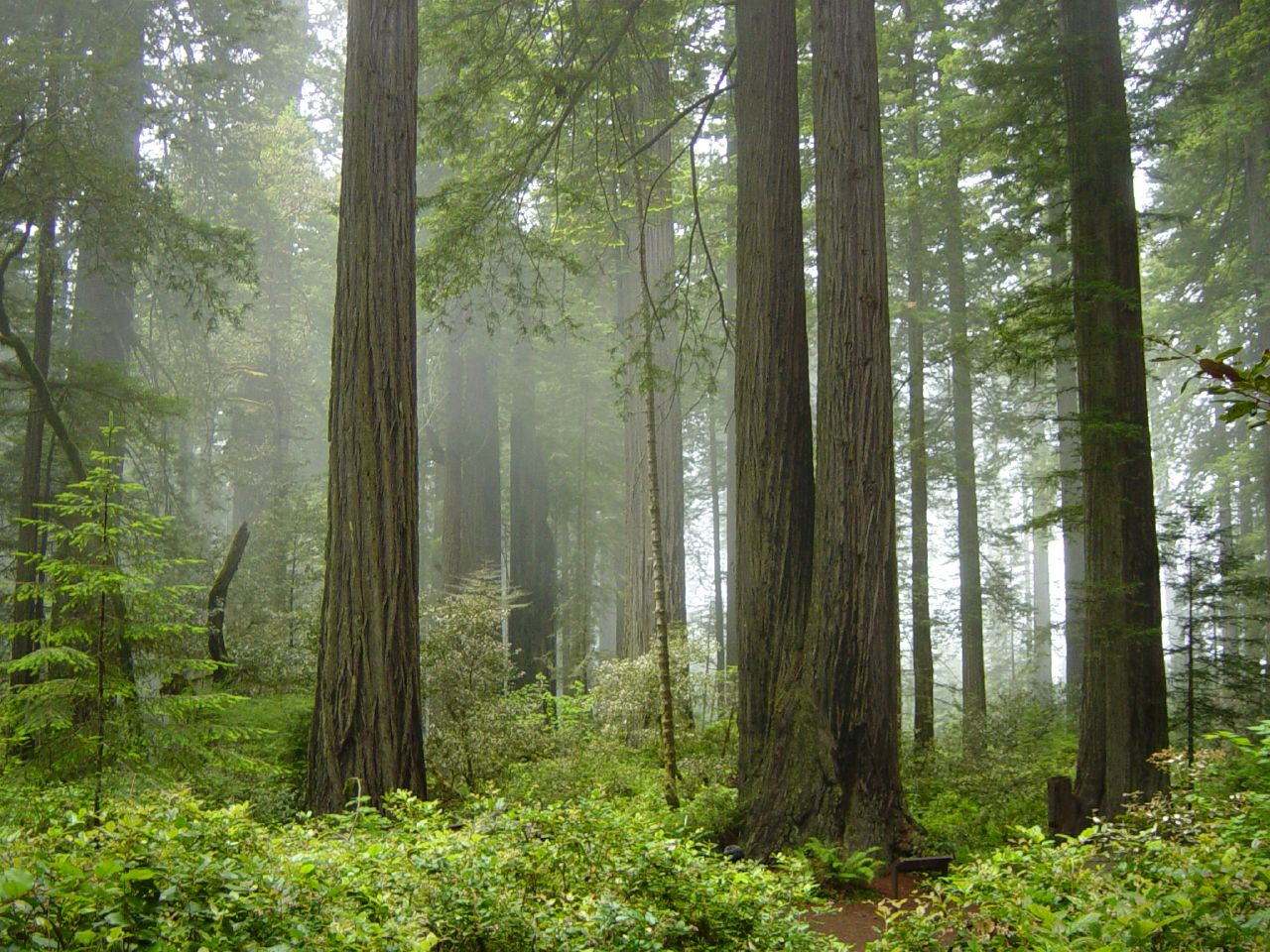
Клип снимался в национальном парке Редвуд

Музыкальное видео было снято в национальном парке Редвуд и в Эмбаркадеро Сан-Франциско в 2000 году Дэйвом Мейерсом. Во время видеосъемки Джастин Тимберлейк и Джоуи Фатон отправились смотреть Федеральную тюрьму Алькатрас, не заплатив за билеты. Оба члена группы были в конце концов пойманы, когда добрались до камеры Аль Капоне, и отпущены с предупреждением.

## Трек-лист
| - UK CD single 1. "This I Promise You" (Radio Edit) – 4:27 2. "It's Gonna Be Me" (Maurice Joshua Radio Remix) – 4:13 3. "I Thought She Knew" – 3:22 Cassette 1. "This I Promise You" (Radio Edit) – 4:27 2. "This I Promise You" (Hex Hector Radio Mix) – 3:57 3. "I Thought She Knew" – 3:22 - America Making the Tour exclusive bonus disc 1. "This I Promise You" (Live Home Video Mix) – 5:10 | - Europe CD1 1. "This I Promise You" (Album Version) – 4:43 2. "This I Promise You" (Hex Hector Radio Mix) – 3:57 CD2 1. "This I Promise You" (Album Version) – 4:43 2. "I Thought She Knew" – 3:22 Limited edition remix single 1. "This I Promise You" (Album Version) – 4:43 2. "This I Promise You" (Hex Hector Club Mix) – 9:10 3. "This I Promise You" (Hex Hector Radio Mix) – 3:57 4. "Yo te Voy a Amar" (Spain Only) |

## Чарты

### Еженедельные чарты
| Чарт (2000–2001)                   | Высшая позиция |
| ---------------------------------- | -------------- |
| Австралия (ARIA)                   | 42             |
| Бельгия/Фландрия (Ultratop 50)     | 43             |
| Бельгия/Валлония (Ultratip)        | 18             |
| Канада (RPM Adult Contemporary)    | 8              |
| Канада (RPM Top Singles)           | 8              |
| Европа (European Hot 100 Singles)  | 55             |
| Германия (GfK)                     | 37             |
| Ирландия (IRMA)                    | 36             |
| Новая Зеландия (Recorded Music NZ) | 32             |
| Нидерланды (Single Top 100)        | 80             |
| Нидерланды (Tipparade)             | 5              |
| Шотландия (Scottish Singles Chart) | 24             |
| Испания (AFYVE)                    | 7              |
| Швеция (Sverigetopplistan)         | 12             |
| Швейцария (Schweizer Hitparade)    | 40             |
| Великобритания (UK Singles Chart)  | 21             |
| Великобритания (UK Indie Chart)    | 7              |
| США (Billboard Hot 100)            | 5              |
| США (Billboard Adult Contemporary) | 1              |
| США (Billboard Adult Top 40)       | 27             |
| США (Billboard Hot Latin Songs)    | 34             |
| США (Billboard Mainstream Top 40)  | 4              |
| США (Billboard Rhythmic)           | 20             |

### Ежегодные чарты
| Чарт (2000)                      | Позиция |
| -------------------------------- | ------- |
| US Mainstream Top 40 (Billboard) | 56      |
| US Rhythmic (Billboard)          | 59      |